# Arvid Berghman
Gustaf Arvid Berghman, född 26 februari 1897 i Malmö, död 8 juni 1961 i Djursholm, var en svensk heraldiker och försäkringstjänsteman. 
Berghman avlade studentexamen vid Lunds privata elementarskola (Spyken) 1917 och blev filosofie kandidat  1923. Han anställdes därefter vid brandförsäkringsaktiebolaget Fenix och blev chef för dess utländska avdelning 1931. När bolaget fusionerade övergick han till samma tjänst inom Thulebolagen 1949.
Vid 1920-talets slut började han att intressera sig för heraldik och kom snart att skriva om ämnet i tidningar och tidskrifter. År 1938 utkom hans första heraldiska bok, nämligen Heraldiskt vademecum (ny upplaga 1987) och 1958 Bibligraphie héraldique suédoise i den spanska tidskriften Hildalaguia. År 1932 blev han – utan att lämna sin anställning som försäkringstjänsteman – amanuens vid Riksheraldikerämbetet och några år senare kanslist vid Kungl. Maj:ts orden. År 1945 utnämnde kungen honom till titulär hovkamrerare.  
Berghman utgav två vapenböcker, Svenska borgerliga släktvapen  (kopparstick, 1939) och
Borgerlig vapenrulla (1950), där äldre och nyantagna icke-adliga släktvapen publicerades. Böckerna räknas som föregångare till Skandinavisk vapenrulla och Svenskt Vapenregister. År 1944 publicerade han en historisk utredning om Dynastien Bernadottes vapen och det svenska riksvapnet. Barnboken Heraldisk bilderbok tillägnad H.K.H. Kronprins Carl Gustaf utgav han 1951 då den blivande kungen var fem år gammal. Han verkade också själv som heraldisk tecknare. När Académie Internationale d'Héraldique bildades 1949 invaldes Berghman omgående. År 1949 utgav han i riksheraldikerämbetets skriftserie boken Nordiska riddareordnar och dekorationer.
Berghman hade ett stort intresse för exlibris och utgav flera skrifter i detta ämne, bland annat mest omfattande svenska skriften på området, Exlibris. En bok om bokägarmärken, utgiven 1957 på Allhems Förlag. En omfattande utredning gjordes av honom för utställningskatalogen Kungliga och furstliga exlibris, som utgavs av Kungliga biblioteket 1955. Svenska exlibrisföreningen bildades i december 1934 på Berghmans initiativ.
Han fick ett stort inflytande på heraldikens utveckling, bland annat som mentor för de heraldiska konstnärerna Sven Sköld och Bengt Olof Kälde. På många sätt blev han också en banbrytare för ämnets popularisering.
Genom makarna Berghmans testamente inrättades Arvid och Alice Berghmans heraldiska stiftelse, som förvaltas av Kungl. Biblioteket. Makarna Berghman är begravda på Norra begravningsplatsen utanför Stockholm.